# Gréta Salóme Stefánsdóttir
Gréta Salóme Stefánsdóttir (* 11. listopad 1986 Mosfellsbær, Island) je islandská zpěvačka, skladatelka a houslistka Islandského symfonického orchestru. Je dvojnásobnou reprezentantkou Islandu na Eurovision Song Contest, a to v letech 2012 a 2016.

## Biografie
Gréta Salóme Stefánsdóttir pochází z hudební rodiny. Její matka Kristin Lilliendahl byla v mládí zpěvačkou a dědeček Karl Lilliendahl byl kytarista a zpěvák.

### Kariéra
V roce 1991 se ve věku čtyř let zapsala do první třídy houslí. Jako třináctiletá začala studovat vysokou hudební školu v Reykjavíku a o pět let později se stala studentkou islandské akademie umění, kterou absolvovala v roce 2008. V současné době je houslistkou Islandského symfonického orchestru. V roce 2008 se uplatnila jako skladatelka, když vyhrála autorskou soutěž vánočních písní a od roku 2010 je členkou Islandského symfonického orchestru. Na housle doprovázela kolem dvaceti interpretů islandských národních kol, jako zpěvačka se ovšem letos představila v premiéře.
V roce 2011 se přihlásila do národnímu výběru pro Eurovision Song Contest 2012 se dvěma písněmi. S písni „Mundu eftir mér“ se v prvním semifinálovém večeru představila v duetu s Jónsim a s písní „Aldrei sleppir“ mér se představila ve spolupráci s Heiðou a Guðrúnou Árný ve třetím semifinálovém kole. Ačkoli se obě písně kvalifikovali do finále, zpěvačka se s vysílatelem dohodla, že vystoupí pouze s písní „Mundu eftir mér“, která dne 11. února nakonec finále národního kola vyhrála.
Po vítězství duo nahrálo anglickou verzi vítězné písně nazvanou „Never Forget“, která byla organizací OGAE vyhlášena v květnu jedním z hlavních favoritů na vítězství v Eurovision Song Contest 2012. Dne 13. května započali zkoušky v hostitelské Crystal Hall v Baku. Duo vystoupilo v prvním semifinále soutěže, které se konalo 22. května jako druhé v pořadí. V semifinále získali 75 bodů a do finále se kvalifikovali z osmého místa. Během tiskové konference, která se konala po semifinálovém večeru, si vylosovali startovní pozice 7. Ve finále, které se konalo o 4 dny později, získali 46 bodů.
Dne 16. listopadu 2012 vydala své debutové album In the Silence, na kterém byla eurovizní píseň „Never Forget“ se singly „Everywhere Around Me“ a „If You Wanna Go“. Na konci října 2015 vydala nový singl „Fleyið“.
Na začátku prosince se objevila na seznamu semifinalistů islandského národního výběru Söngvakeppnin 2016, do kterého přihlásila píseň „Raddirnar“. Dne 20. ledna 2016 byla vyhlášena vítězkou národního kola a reprezentovala svou zemi ve švédském Stockholmu. Píseň byla následně přeložena do angličtiny ve finále soutěže zazněla pod jménem „Hear Them Calling“. Dne 10. května vystoupila jako 16. v pořadí v prvním semifinále mezinárodní soutěže avšak se jí nepodařilo kvalifikovat do finále.

## Diskografie

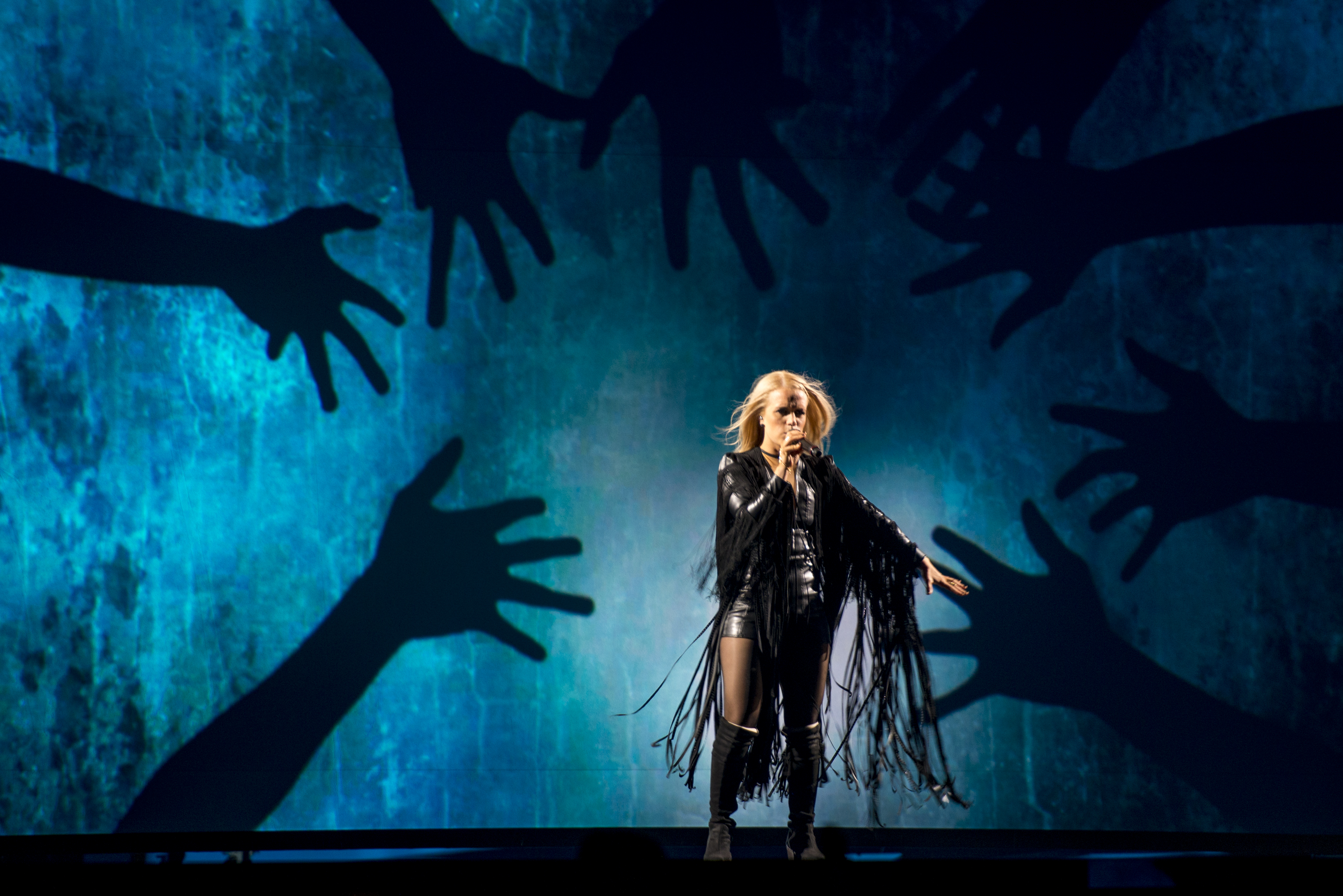
Gréta Salóme Stefánsdóttir během Eurovision Song Contest 2016

### Studiová alba
- 2012: In the Silence

### Singly
- 2012: „Never Forget”
- 2012: „Everywhere Around Me”
- 2013: „If You Wanna Go”
- 2015: „Fleyið”
- 2015: „Raddirnar”
- 2016: „Hear Them Calling”